# NHL Amateur Draft 1972
Der NHL Amateur Draft 1972, die jährliche Talentziehung der National Hockey League, fand am 8. Juni 1972 im Queen Elizabeth Hotel im kanadischen Montreal in der Provinz Québec statt.
Insgesamt wurden 152 Spieler in elf Runden gezogen. Der Top-Pick Billy Harris kam auf fast 900 Spiele in der NHL. Fast acht Jahre blieb er bei den New York Islanders und lief in allen Spielen des Teams vom Drafttag bis zu seinem Wechsel im Jahr 1979 auf. Nur zwei Spieler aus der ersten Runde schafften keine 200 Spiele in der NHL. In den späteren Runden zählte Bob Nystrom zu den erfolgreicheren Spielern. Im Gegensatz zu Harris war er bei den Erfolgen der Islanders noch im Team. Aus der sechsten Runde war Peter McNab noch auffällig und stand in über 950 NHL-Spielen auf dem Eis.

## Draftergebnis
| Pick                           | Spieler              | Land               | NHL-Team                | College-/ Junioren-/ Profi-Team       |
| 1. Runde                       | 1. Runde             | 1. Runde           | 1. Runde                | 1. Runde                              |
| ------------------------------ | -------------------- | ------------------ | ----------------------- | ------------------------------------- |
| 1.                             | Billy Harris (RW)    | Kanada             | New York Islanders      | Toronto Marlboros (OHA)               |
| 2.                             | Jacques Richard (LW) | Kanada             | Atlanta Flames          | Québec Remparts (QMJHL)               |
| 3.                             | Don Lever (LW)       | Kanada             | Vancouver Canucks       | Niagara Falls Flyers (OHA)            |
| 4.                             | Steve Shutt (LW)     | Kanada             | Montréal Canadiens      | Toronto Marlboros (OHA)               |
| 5.                             | Jim Schoenfeld (D)   | Kanada             | Buffalo Sabres          | Niagara Falls Flyers (OHA)            |
| 6.                             | Michel Larocque (G)  | Kanada             | Montréal Canadiens      | Ottawa 67’s (OHA)                     |
| 7.                             | Bill Barber (LW)     | Kanada             | Philadelphia Flyers     | Kitchener Rangers (OHA)               |
| 8.                             | Dave Gardner (C)     | Kanada             | Montréal Canadiens      | Toronto Marlboros (OHA)               |
| 9.                             | Wayne Merrick (C)    | Kanada             | St. Louis Blues         | Ottawa 67’s (OHA)                     |
| 10.                            | Al Blanchard (LW)    | Kanada             | New York Rangers        | Kitchener Rangers (OHA)               |
| Weitere erwähnenswerte Spieler |                      |                    |                         |                                       |
| 11.                            | George Ferguson (C)  | Kanada             | Toronto Maple Leafs     | Toronto Marlboros (OHA)               |
| 13.                            | Phil Russell (D)     | Kanada             | Chicago Black Hawks     | Edmonton Oil Kings (WCHL)             |
| 14.                            | John Van Boxmeer (D) | Kanada             | Montréal Canadiens      | Guelph C.M.C.’s (SOJHL)               |
| 15.                            | Bob MacMillan (C)    | Kanada             | New York Rangers        | St. Catharines Black Hawks (OHA)      |
| 16.                            | Mike Bloom (LW)      | Kanada             | Boston Bruins           | St. Catharines Black Hawks (OHA)      |
| 18.                            | Dwight Bialowas (D)  | Kanada             | Atlanta Flames          | Regina Pats (WCHL)                    |
| 2. Runde                       |                      |                    |                         |                                       |
| 17.                            | Lorne Henning (F)    | Kanada             | New York Islanders      | New Westminster Bruins (WCHL)         |
| 20.                            | Don Kozak (RW)       | Kanada             | Los Angeles Kings       | Edmonton Oil Kings (WCHL)             |
| 23.                            | Tom Bladon (D)       | Kanada             | Philadelphia Flyers     | Edmonton Oil Kings (WCHL)             |
| 3. Runde                       |                      |                    |                         |                                       |
| 33.                            | Bob Nystrom (RW)     | Kanada             | New York Islanders      | Calgary Centennials (WCHL)            |
| 34.                            | Jean Lemieux (D)     | Kanada             | Atlanta Flames          | Sherbrooke Castors (QMJHL)            |
| 36.                            | Dave Hutchison (D)   | Kanada             | Los Angeles Kings       | London Knights (OHA)                  |
| 39.                            | Jimmy Watson (D)     | Kanada             | Philadelphia Flyers     | Calgary Centennials (WCHL)            |
| 42.                            | Jean Hamel (D)       | Kanada             | St. Louis Blues         | Drummondville Rangers (QMJHL)         |
| 4. Runde                       |                      |                    |                         |                                       |
| 50.                            | Don Martineau (RW)   | Kanada             | Atlanta Flames          | New Westminster Bruins (WCHL)         |
| 55.                            | Al MacAdam (F)       | Kanada             | Philadelphia Flyers     | Charlottetown Islanders (MJHL)        |
| 56.                            | Ron Lalonde (C)      | Kanada             | Pittsburgh Penguins     | Peterborough Petes (OHA)              |
| 64.                            | Les Jackson (LW)     | Kanada             | Boston Bruins           | New Westminster Bruins (WCHL)         |
| 5. Runde                       |                      |                    |                         |                                       |
| 65.                            | Richard Grenier (C)  | Kanada             | New York Islanders      | Verdun Maple Leafs (QMJHL)            |
| 66.                            | Bill Nyrop (D)       | Vereinigte Staaten | Montréal Canadiens      | University of Notre Dame (NCAA)       |
| 6. Runde                       |                      |                    |                         |                                       |
| 85.                            | Peter McNab (C)      | Kanada             | Buffalo Sabres          | University of Denver (NCAA)           |
| 93.                            | Rob Palmer (C)       | Vereinigte Staaten | Chicago Black Hawks     | University of Denver (NCAA)           |
| 95.                            | Ken Ireland (C)      | Kanada             | New York Rangers        | New Westminster Bruins (WCHL)         |
| 7. Runde                       |                      |                    |                         |                                       |
| 97.                            | Richard Brodeur (G)  | Kanada             | New York Islanders      | Cornwall Royals (QMJHL)               |
| 112.                           | Gordie Clark (RW)    | Kanada             | Boston Bruins           | University of New Hampshire (NCAA)    |
| 8. Runde                       |                      |                    |                         |                                       |
| 118.                           | Brent Meeke (F)      | Kanada             | California Golden Seals | Niagara Falls Flyers (OHA)            |
| 122.                           | Mike Ford (D)        | Kanada             | Detroit Red Wings       | Brandon Wheat Kings (WCHL)            |
| 9. Runde                       |                      |                    |                         |                                       |
| 139.                           | Pat Boutette (C)     | Kanada             | Toronto Maple Leafs     | University of Minnesota Duluth (NCAA) |
| 10. Runde                      |                      |                    |                         |                                       |
| 144.                           | Garry Howatt (LW)    | Kanada             | New York Islanders      | Flin Flon Bombers (WCHL)              |